# Grofija Buren

Grofija Buren je bilo obočje v današnji nizozemski provinci Gelderland. Čeprav formalno ni bila del Združenih sedmih provinc, je v praksi spadala pod upravo te.

## Gospostvo Buren
Svobodno gospodstvo Buren je nastalo po delitvi grofije Teisterbant leta 994. Dvorec je bil v lasti družine vitezov Burenskih. Njihov grb je bil tudi grb gospostva in mestni grb. Prvotna trdnjava gospostva Buren je leta 1395 dobila mestne pravice od vitezov Allarda, Ascha in Erichema; vendar so s pridobitvami, z vojno in porokami zrasle številne vasi, vključno z Beusichem, Zoelmondom, Buurmalsenom in Trichtom. S to politiko porok je leta 1472 lastništvo gospostva pripadlo gospodom Egmontskim. V 15. stoletju je dedovanje potekalo dvakrat po ženski liniji. Elizabeta Burenska se je poročila z Gerardom II. Culemborškim, njuna hči Aleida Culemborška pa se je poročila s Friderikom Egmontskim. Od takrat je bila rodbina Egmontskih vladajoča družina v Burenu.

## Grofija
Leta 1498 je  avstrijski cesar Maksimilijan Svobodno gospostvo Buren povzdignil v grofijo. Kasneje je Karel V. želel Buren povzdigniti v vojvodino, vendar je Maksimilijan Egmontski odgovoril: "Raje bi bil bogat grof kot reven vojvoda" in tako je Buren ostal grofija.
Viljem Oranski se je leta 1551 poročil z dedinjo Ano Egmontsko, grofico Buren. Tako je grofija Buren prešla v last hiše Orange-Nassau. Od takrat člani te rodbine nosijo tudi naziv grof Burenski.
Marija, tretji otrok Viljema Oranskega in Ane Egmontske, je leta 1612 ustanovila sirotišnico v Burenu, ki je služila naslednjih 350 let. Tam je tudi Muzej kraljeve vojaške policije. Mesto Buren je razglašeno za zaščiteno mestno pokrajino.
S prihodom Batavske republike je grofija prenehala obstajati. Vendar je vodja hiše Orange-Nassau (nizozemski vodja države) imenovan med drugimi nazivi grof ali grofica Burenski in Leerdamski.

## Seznam grofov Burenskih in Leerdamskih

### Rodbina Egmontskih
- 1521–1539 Floris, sin Friderika.
- 1548–1558 Anna, hči Maksimilijana, poročena od 1551 z  Viljemom I. Oranskim.

### Rodbina Orange-Nassau
- 1551–1584 Viljem I..
- 1584–1618 Filip Viljem.
- 1618–1625 Mavricij.
- 1625–1647 Friderik II. Henrik.
- 1647–1650 Viljem II..
- 1650–1702 Viljem III., od 1689, kralj Anglije.
- 1702–1711 Johan Willem Friso.
- 1711–1751 William IV.
- 1751–1795 William V.
- 1813–1840 William VI.
- 1840–1849 Viljem VII.
- 1849–1890 Viljem VIII.
- 1890–1948 Wilhelmina.
- 1948–1980 Juliana.
- 1980–2013 Beatrisa.
- 2013– Viljem Aleksander.